# Nadija Muszka
Nadija Wiktoriwna Muszka-Semencowa (ur. 2 listopada 1985) – ukraińska i azerska zapaśniczka, dwukrotna mistrzyni Europy.
Zajęła piąte miejsce na mistrzostwach świata w 2010. Na mistrzostwach Europy w 2010 i w 2011 zdobyła złote medale. W 2012 była trzecia. Czternasta na igrzyskach europejskich w 2015. Piąta w Pucharze Świata w 2015 roku.